# NGC 222
NGC 222 je otvoreni skup u zviježđu Tukanu.

## Vanjske poveznice
- SEDS: NGC 0222